# GAMCOTRAP

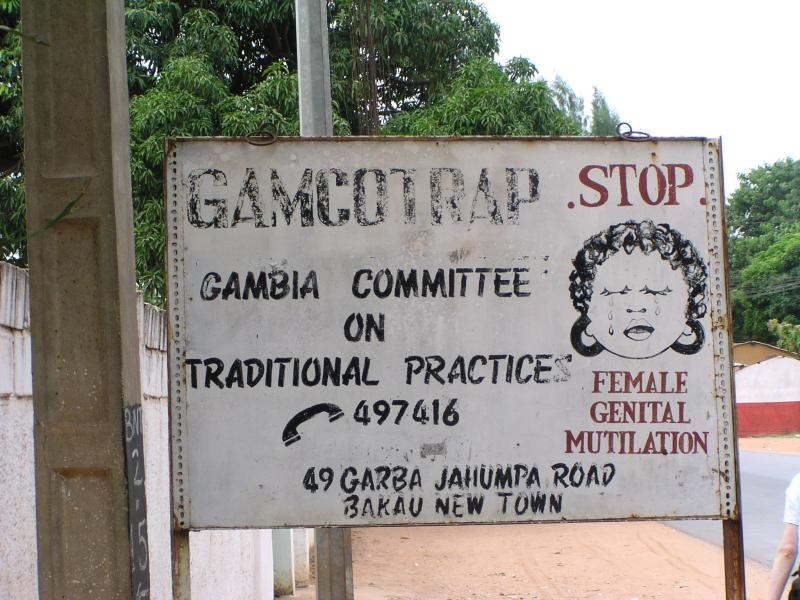
Hinweisschild auf GAMCOTRAP (2005)

The Gambia Committee on Traditional Practices Affecting the Health of Women and Children, meist abgekürzt als GAMCOTRAP, ist eine gambische Frauenrechtsorganisation. Der Sitz liegt in der Gemeinde Kanifing.

## Ziele
Primäres Ziel ist der Kampf gegen Weibliche Genitalverstümmelung (FGM), die in Gambia mit einer Betroffenheit von 76,3 Prozent der 15- bis 49-jährigen Frauen sehr verbreitet ist. Die Organisation betreibt daher Kampagnen zur Beendigung von FGM und leistet Aufklärungsarbeit. Insbesondere führt GAMCOTRAP Trainings in Dörfern und Gemeinden durch, um breite Bevölkerungsschichten zu erreichen.

## Geschichte und Ziele
GAMCOTRAP wurde im Februar 1984 bei einer von der Weltgesundheitsorganisation (WHO) organisierten Konferenz in Dakar (Senegal) gegründet. 1997 wurde sie als gemeinnützige Organisation anerkannt.
Im Oktober 2010 wurden Isatou Touray, Mitgründerin und Leiterin von GAMCOTRAP, und Amie Bojang-Sissoho, die ebenfalls für Gamcotrap tätig ist, von der Polizei wegen der Unterschlagung von 30.000 Euro von der spanischen Hilfsorganisation Yolocamba Solidaridad festgenommen und im Mile 2-Gefängnis inhaftiert. Die Regierung war bereits zuvor massiv gegen Gamcotrap vorgegangen. Nach internationalen Protesten wurden sie auf Kaution frei gelassen, jedoch später erneut inhaftiert, obwohl keine Hinweise auf ein Fehlverhalten vorlagen. Im Prozess, der bis November 2012 andauerte, wurden sie von Amie Bensouda verteidigt und schließlich freigesprochen.
Anfang 2013 berichtete die Organisation von 98 Beschneidern und 564 lokalen Gemeinschaften, die im Rahmen einer Aufklärungskampagne einen Verzicht auf FGM erklärt haben. Bis Ende 2015, als FGM durch den gambischen Präsidenten Yahya Jammeh verboten wurde, hatten sich über 1000 lokale Gemeinschaften gegen FGM ausgesprochen.

## Leitung und Mitglieder
Präsidentin von GAMCOTRAP war von 1991 oder 1993 bis 1997 Amie Joof Cole. Die Mitgründerin und spätere gambische Vizepräsidentin Isatou Touray leitete als Executive Director die Organisation seit mindestens 2001. Nach ihrem Eintritt in das Kabinett Adama Barrow I übernahm Mary Small übergangsweise diese Funktion.
GAMCOTRAP wird von vielen bedeutenden Politikern und bedeutenden Personen unterstützt. Beispielsweise gehörten von 2006 bis 2009 unter anderem die Politiker Sidia Jatta, Duta Kamaso und Nyimasata Sanneh-Bojang dem Board of Directors an.
Der gambische Imam Baba Leigh ist seit 1986 GAMCOTRAP-Mitglied. Saffiatou Singhateh engagierte sich ab Mitte der 1980er Jahre bei GAMCOTRAP.